# Mellicta dictynnoides
Mellicta dictynnoides är en fjärilsart som beskrevs av Hans Fruhstorfer 1917. Mellicta dictynnoides ingår i släktet Mellicta och familjen praktfjärilar. Inga underarter finns listade i Catalogue of Life.